# Ni ebrio ni dormido
«Ni ebrio ni dormido» es un dicho popular argentino, utilizado para reafirmar una determinación de no hacer alguna cosa bajo ninguna circunstancia. Es una frase usualmente atribuida a Mariano Moreno. Está emparentada con la frase «ni en pedo», ya que la voz de lunfardo «pedo» —y especialmente, las expresiones «ponerse en pedo» y «estar en pedo»— remiten a la borrachera; al igual que el verbo «empedar(se)».

## Origen
El origen de la frase se remonta a la época de la Revolución de Mayo, siendo acuñada por Mariano Moreno. Durante una fiesta en el Regimiento de Patricios uno de los concurrentes, Atanasio Duarte, en un alto estado de ebriedad propuso un brindis «por el primer rey y emperador de América, don Cornelio Saavedra». Cornelio Saavedra era en ese entonces presidente de la Primera Junta. El decreto de Supresión de honores tenía por objeto mantener la igualdad de los miembros del gobierno con los demás ciudadanos, considerándolo un requisito esencial para mantener la libertad y preservar de la tiranía. Para ello dispuso la eliminación de privilegios y tratamientos especiales a los miembros de la junta de gobierno sin distinciones:
"Si deseamos que los pueblos sean libres, observemos religiosamente el sagrado dogma de la igualdad. ¿Si me considero igual a mis conciudadanos, por que me he de presentar de un modo que les haga pensar que son menos que yo? Mi superioridad solo existe en el acto de ejercer la magistratura que se me ha confiado; en las demás funciones de la sociedad soy un ciudadano, sin derecho a otras consideraciones que las que merezca por mis virtudes." Decreto del seis de diciembre de 1810. cita 4) Nociones de historia del derecho argentino. Selección documental. Miguel Ángel Ortiz Pellegrini. Marcos Lerner editora Córdoba. 

El artículo 11 del decreto del seis de Diciembre de 1810 (de Supresión de honores) de la primera junta de gobierno rezaba: ...Ningún habitante de Buenos Aires ni ebrio ni dormido debe tener expresiones contra la libertad de su país.

c